# Afghan Girls Robotics Team

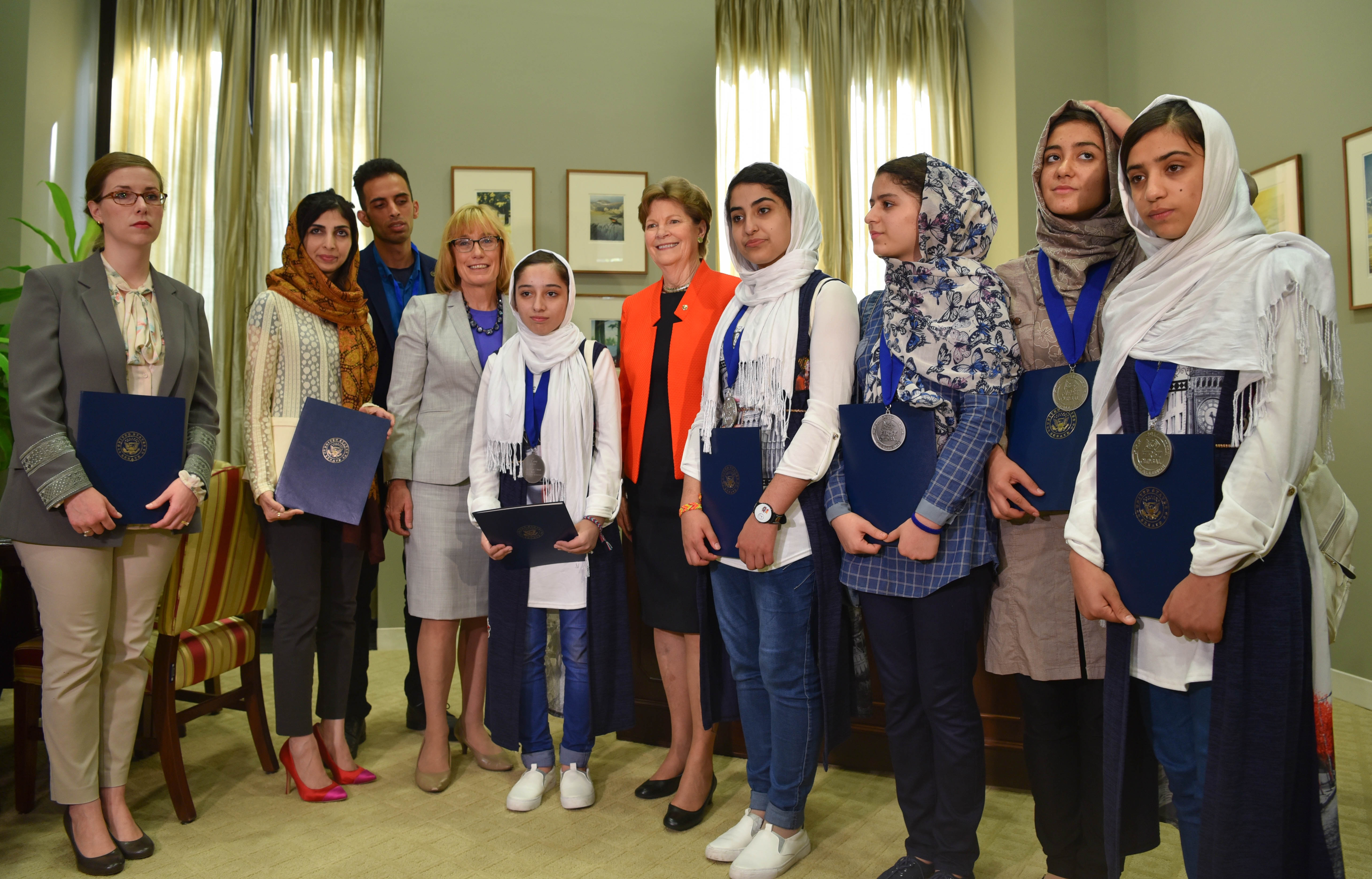
El equipo de robótica de niñas afganas con las senadoras estadounidenses Jeanne Shaheen y Margaret Wood Hassan en julio de 2017.

El Afghan Girls Robotics Team (en español, Equipo de Robótica de Niñas Afganas), también conocido como las Afghan Dreamers (Soñadoras Afganas), es un equipo de robótica compuesto exclusivamente por niñas de Herat, Afganistán, fundado a través del Digital Citizen Fund (DCF) en 2017 por Roya Mahboob y Alireza Mehraban. Está formado por niñas de entre 12 y 18 años y sus mentoras. Varias integrantes del equipo fueron trasladadas a Catar y México tras la caída de Kabul en agosto de 2021. MTV Documentary Films lanzó en 2023 un documental protagonizado por las integrantes del equipo, titulado Afghan Dreamers.

## Orígenes
The Afghan Girls Robotics Team fue cofundado en 2017 por Roya Mahboob, quien es su entrenadora, mentora y patrocinadora, y fundadora del Digital Citizen Fund (DCF), que es la organización matriz del equipo. Dean Kamen estaba planeando una competición en 2017 en los Estados Unidos y había reclutado a Mahboob para formar un equipo de Afganistán. De 150 niñas, 12 fueron seleccionadas para el primer equipo. Antes de que Kamen les enviara las piezas, entrenaron en el sótano de la casa de los padres de Mahboob, con chatarra y sin equipo de seguridad bajo la guía de su entrenador, el hermano de Mahboob, Alireza Mehraban, quien también es cofundador del equipo.

## 2017 y 2018

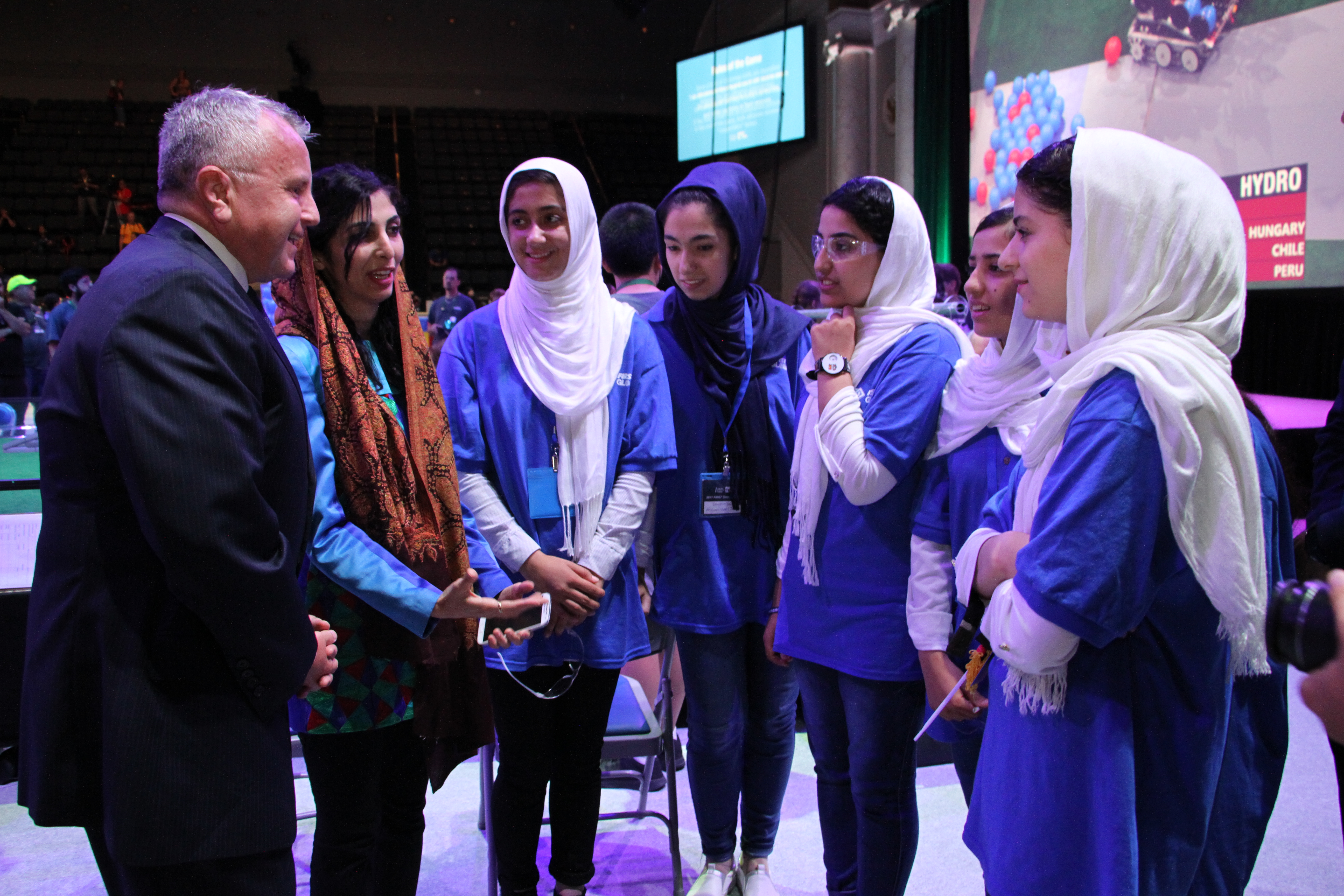
The Afghan Girls Robotics Team se reúne con el subsecretario de Estado de EE. UU., John Sullivan, en la competencia de robótica FIRST Global Challenge 2017.

En 2017, seis miembros del equipo viajaron a los Estados Unidos para participar en la competición internacional de robótica FIRST Global Challenge. Sus visas fueron rechazadas dos veces después de que hicieron dos viajes desde Herat a Kabul a través de zonas controladas por los talibanes, antes de que funcionarios del gobierno de los Estados Unidos intervinieran para permitirles entrar al país. Los funcionarios de aduanas también retuvieron sus kits de robótica, lo que les dejó dos semanas para construir su robot, a diferencia de otros equipos que dispusieron de más tiempo. Fueron galardonadas con una medalla de plata al valor. Una semana después de regresar a casa tras la competición, el padre de la capitana del equipo Fatemah Qaderyan, Mohammad Asif Qaderyan, murió en un atentado suicida.
Una vez caducados sus visados para Estados Unidos, el equipo participó en competiciones en Estonia y Estambul Tres de las 12 miembros participaron en el Desafío Emprendedor 2017 en el festival Robotex en Estonia y ganaron la competición con su robot alimentado por energía solar diseñado para ayudar a los agricultores. En 2018, el equipo se entrenó en Canadá, continuó viajando por Estados Unidos durante meses y participó en competiciones.

## 2019
The Afghan Girls Robotics team aspiraba a crear una escuela de ciencia y tecnología para niñas en Afganistán. Roya Mahboob se puso en contacto con la Escuela de Ingeniería y Ciencias Aplicadas (SEAS), la Escuela de Arquitectura y el Centro Whitney y Betty MacMillan de Estudios Internacionales y de Área de la Universidad de Yale para diseñar la infraestructura de lo que denominaron The Dreamer Institute.

## 2020
En marzo de 2020, el entonces gobernador de Herat, en respuesta a la pandemia de COVID-19 en Afganistán y a la escasez de respiradores, solicitó ayuda para el diseño de respiradores de bajo costo, y el Afghan Girls Robotics Team fue uno de los seis equipos contactados por el gobierno. Utilizando un diseño del Instituto Tecnológico de Massachusetts y con la orientación de los ingenieros del MIT y Douglas Chin, un cirujano de California, el equipo desarrolló un prototipo con piezas de Toyota Corolla y una transmisión por cadena de una motocicleta Honda. UNICEF también apoyó al equipo con la adquisición de las piezas necesarias durante los tres meses que pasaron construyendo el prototipo que se completó en julio de 2020. Su diseño cuesta alrededor de 500 dólares, en comparación con los 50.000 dólares que cuesta un respirador.
En diciembre de 2020, el ministro de Industria y Comercio, Nizar Ahmad Ghoryani, donó fondos y consiguió terrenos para una fábrica en la que producir los respiradores. Bajo la dirección de su mentora Roya Mahboob, las Afghan Dreamers también diseñaron un robot UVC para higienización y un robot pulverizador para desinfección, ambos aprobados por el Ministerio de Sanidad para su producción.

## 2021
A principios de agosto de 2021, Somaya Faruqi, excapitana del equipo, fue citada por Public Radio International sobre el futuro de Afganistán, afirmando: "No apoyamos a ningún grupo por encima de otro, pero para nosotras lo importante es poder continuar con nuestro trabajo. Las mujeres de Afganistán han progresado mucho en las últimas dos décadas y este progreso debe respetarse".
El 17 de agosto de 2021, se informó que el equipo y sus entrenadores estaban intentando su evacuación, pero no pudieron conseguir un vuelo para salir de Afganistán, y un abogado solicitó ayuda a Canadá para la evacuación de las miembros del equipo. Hasta el 19 de agosto de 2021, nueve componentes del equipo y sus entrenadores habían sido evacuadas a Catar. La fundadora del equipo, Roya Mahboob, y Elizabeth Schaeffer Brown, miembro de la junta directiva de DCF, se habían puesto en contacto previamente con el gobierno catarí para ayudar a las componentes del equipo en su evacuación de Afganistán.
Para el 25 de agosto de 2021, algunas componentes del equipo llegaron a México. Saghar, que fue evacuada a México, dijo: "Queríamos continuar el camino que habíamos iniciado para seguir avanzando hacia nuestros logros y hacer realidad nuestros sueños. Por eso decidimos abandonar Afganistán e ir a un lugar seguro", en una entrevista con The Associated Press. Las integrantes del equipo que abandonaron Afganistán participaron en una competición de robótica en línea en septiembre y planean continuar su educación.
Un documental titulado Afghan Dreamers, producido por Beth Murphy y dirigido por David Greenwald, estaba en posproducción cuando el equipo empezó a ser evacuado.

## 2022
Las Afghan Dreamers participaron en un programa de formación en el STEM HUB de la Universidad Texas A&M en Catar.

## 2023

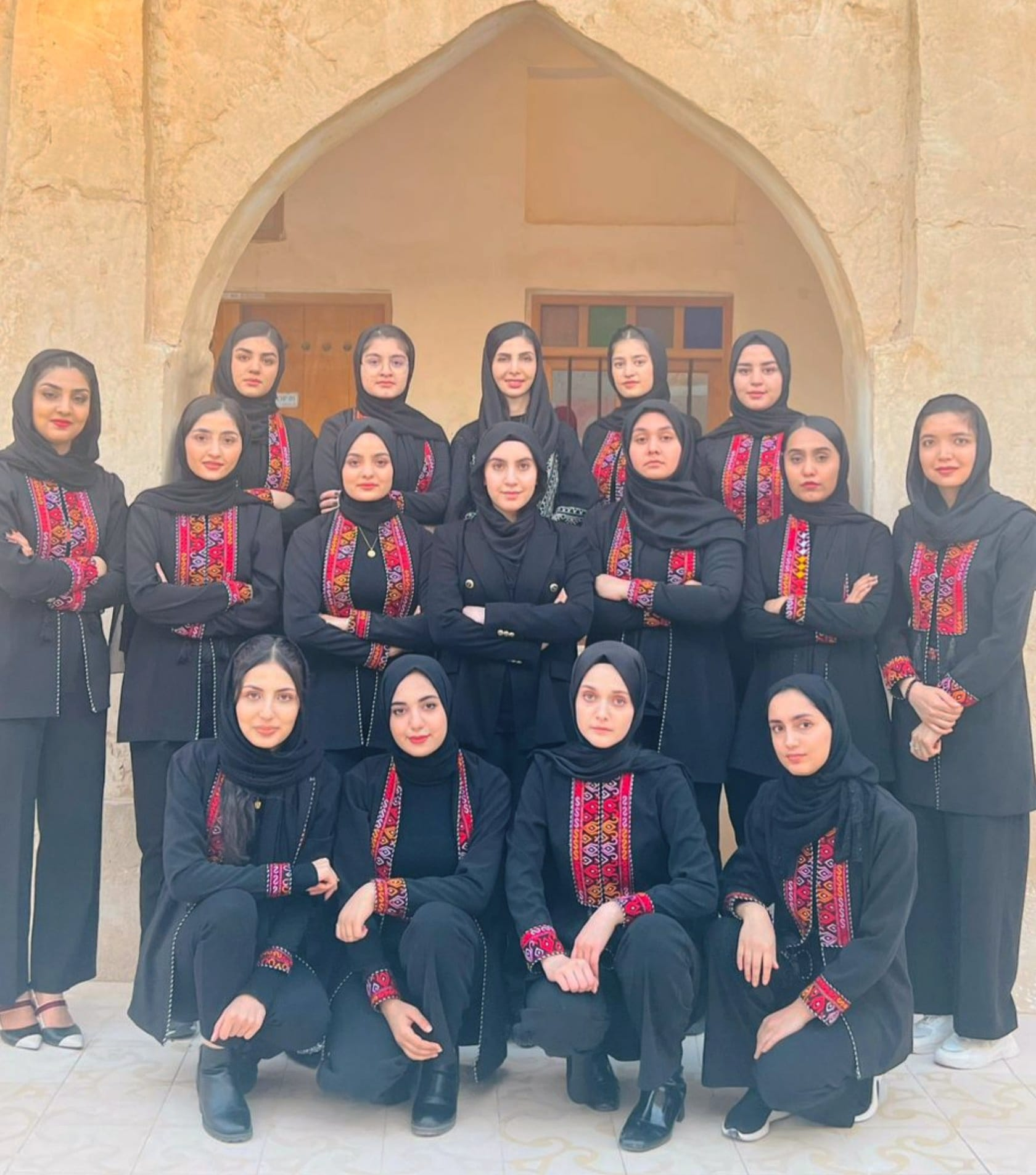
The Afghan Girls Robotics Team en la quinta conferencia de las Naciones Unidas sobre los países menos desarrollados en 2023

El equipo tuvo un stand en la 5ª Conferencia de las Naciones Unidas sobre los Países menos Desarrollados, donde exhibieron algunos de los robots que el equipo había construido.

## Documental"Afghan Dreamers"
El documental Afghan Dreamers de MTV Documentary Films se estrenó en mayo de 2023 en Paramount+. La película fue dirigida por David Greenwald y producida por David Cowan y Beth Murphy. En una crítica para Screen Daily, Wendy Ide escribió: "Esta película, con su simpático reparto de chicas empollonas y su mensaje positivo, debería disfrutar de una cálida acogida en el circuito de festivales, y será de especial interés para los eventos que busquen mostrar historias de mujeres de todo el mundo. También es un oportuno cuento con moraleja, un estudio de caso sobre la rapidez con que se pueden recortar los derechos y las oportunidades de las mujeres, a instancias de los hombres en el poder".

## Reconocimientos y premios
- 2017 Medalla de plata Courageous Achievement at the FIRST Global Challenge, science and technology[6][7]
- 2017 Benefiting Humanity in AI Award at World Summit AI
- 2017 Ganadoras en el Entrepreneurship Challenge en Robotex en Estonia[13]
- 2018 Permission to Dream Award, Raw Film Festival[40]
- 2018 Conrad Innovation Challenge, Raw Film Festival
- 2018 Rookie All Start – District Championship, Canada
- 2018 Asia Game Changer Award Honoree[41]
- 2019 Inspiring in Engineering Award – FIRST Detroit World Championship
- 2019 Asia Game Changer Award of California
- 2019 Safety Award – FIRST Global, Dubai [42]
- 2021 Forbes 30 Under 30 Asia[43][44]
- 2022 World Championships, Genova, Suiza [45]